# Biggleswade Castle
Biggleswade Castle var en borg i købstaden Biggleswade i Bedfordshire i England.
Borgens blev genopdaget ved hjælp af luftfoto i 1954, som viste rester af en motte and bailey-fæstning med en dobbelte grøft omkring motten og en enkelt grøft omkring baileyen.
Den blev udgravet i 1962 og 1968. Her afdækkedes tegn på tømmerkonstruktioner og keramik.
I dag kan borgen kun ses af markeringer i vegetationen og små jordvolde. Stedet er et Scheduled monument.